# Cantone di Paján
Il Cantone di Paján è un cantone dell'Ecuador che si trova nella Provincia di Manabí.
Il capoluogo del cantone è Paján.